# Dextromoramide
Le dextromoramide (ou Pyrrolamidol) est un analgésique qui a été synthétisé pour la première fois dans les années 1950 par le professeur belge Paul Janssen sous le code R875.

## Mode d'action
Connu notamment sous le nom de Palfium®, le dextromoramide est environ 5 fois plus puissant que la morphine. Il n'est plus commercialisé en France depuis 1999.
Le dextromoramide est soumis au régime des stupéfiants. Il est inscrit au Tableau I de la Convention de 1961 et est sous contrôle international.

### Affaires liées au Palfium®
Synthétisé en 1954 par un laboratoire belge, le dextromoramide est commercialisé sous la dénomination commerciale Palfium® et arrive en France en 1957 en étant immédiatement inscrit au tableau B des substances narcotiques avec une obligation stricte de prescription à l’aide du carnet à souche, sorte d'ordonnancier sécurisé qui a maintes fois fait l'objet de soustraction par des toxicomanes, notamment au début des années 1960 ; la «toxicomanie au Palfium®» a ainsi été officiellement reconnue par les pouvoirs publics à la suite de l'une des affaires les plus importantes impliquant le riche dirigeant d'une éminente firme française qui avait instrumenté des vols de carnets à souche, le trafic ayant été démasqué par un contrôle de pharmaciens inspecteurs de la Santé. Les autorités judiciaires se sont de plus en plus inquiétées des conséquences de l'usage de cette substance hautement addictive ayant entraîné dès le début des années 1980 et durant les années 1990 diverses condamnations de docteurs en pharmacie et en médecine à la suite de prescriptions aux effets délétères, situation ayant amené la fin de commercialisation de cet analgésique extrêmement puissant.
À ce sujet, l’Office central pour la répression du trafic illicite des stupéfiants (OCRTIS) a recensé en moyenne entre 500 et 1 000 cambriolages d’officines par an au cours des années 1970.
Françoise Sagan est sans doute l'une des personnalités françaises les plus connues parmi celles ayant souffert de l'addiction au Palfium®.